# Харт (округ, Джорджия)
Харт (англ. Hart County) — округ штата Джорджия, США. Население округа на 2000 год составляло 22 997 человек. По результатам переписи 2010 года — 25 213 человек. Административный центр округа — город Хартуэлл.

## История
Округ Харт основан в 1853 году. Назван в честь Нэнси Харт, героини Войны за независимость США. Из 159 округов Джорджии он единственный назван в честь женщины. В её честь названа также местная достопримечательность, искусственное озеро Хартуэлл и административный центр.

## География
Округ занимает площадь 600.9 км2. Большая часть округа находится в суббассейне реки Саванна.

## Смежные округа
- Округ Окони, Южная Каролина, на севере.
- Округ Андерсон, Южная Каролина, на северо-востоке.
- Округ Элберт, на юге.
- Округ Мадисон, на юго-западе.
- Округ Франклин, на западе.

## Демография
Согласно Бюро переписи населения США, в округе Харт в 2000 году проживало 22 997 человек. Плотность населения составляла 38.3 человек на квадратный километр.